# Бологовский парк
Бологовский парк  — грузовая станция Витебского направления Октябрьской железной дороги.
Расположена на перегоне  Гачки - Дно, в Дновском районе Псковской области.